# Liedertswil

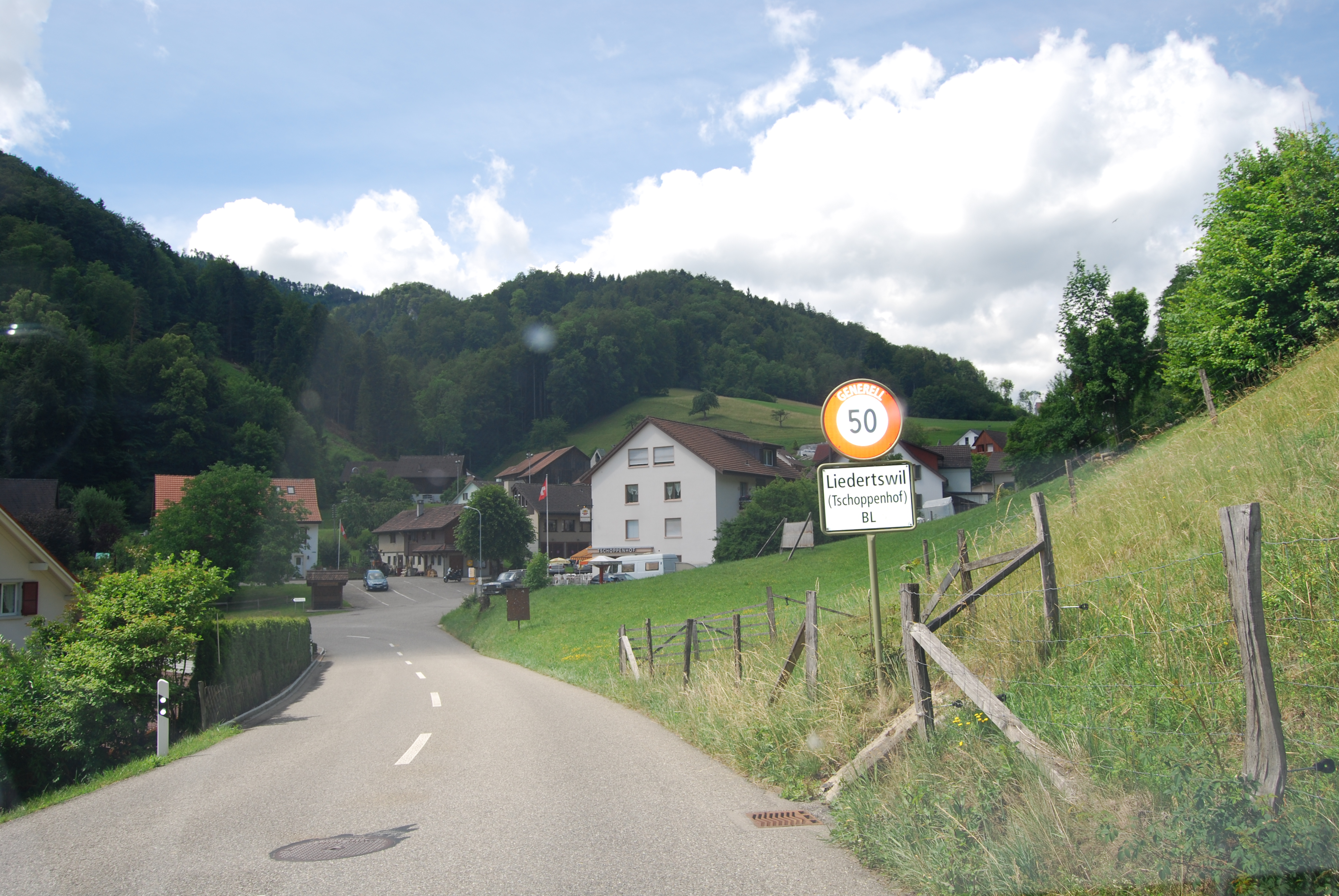
Liedertswil

Liedertswil is een gemeente en plaats in het Zwitserse kanton Basel-Landschaft, en maakt deel uit van het district Waldenburg.
Liedertswil telt 165 inwoners.